# Sender Weinbiet

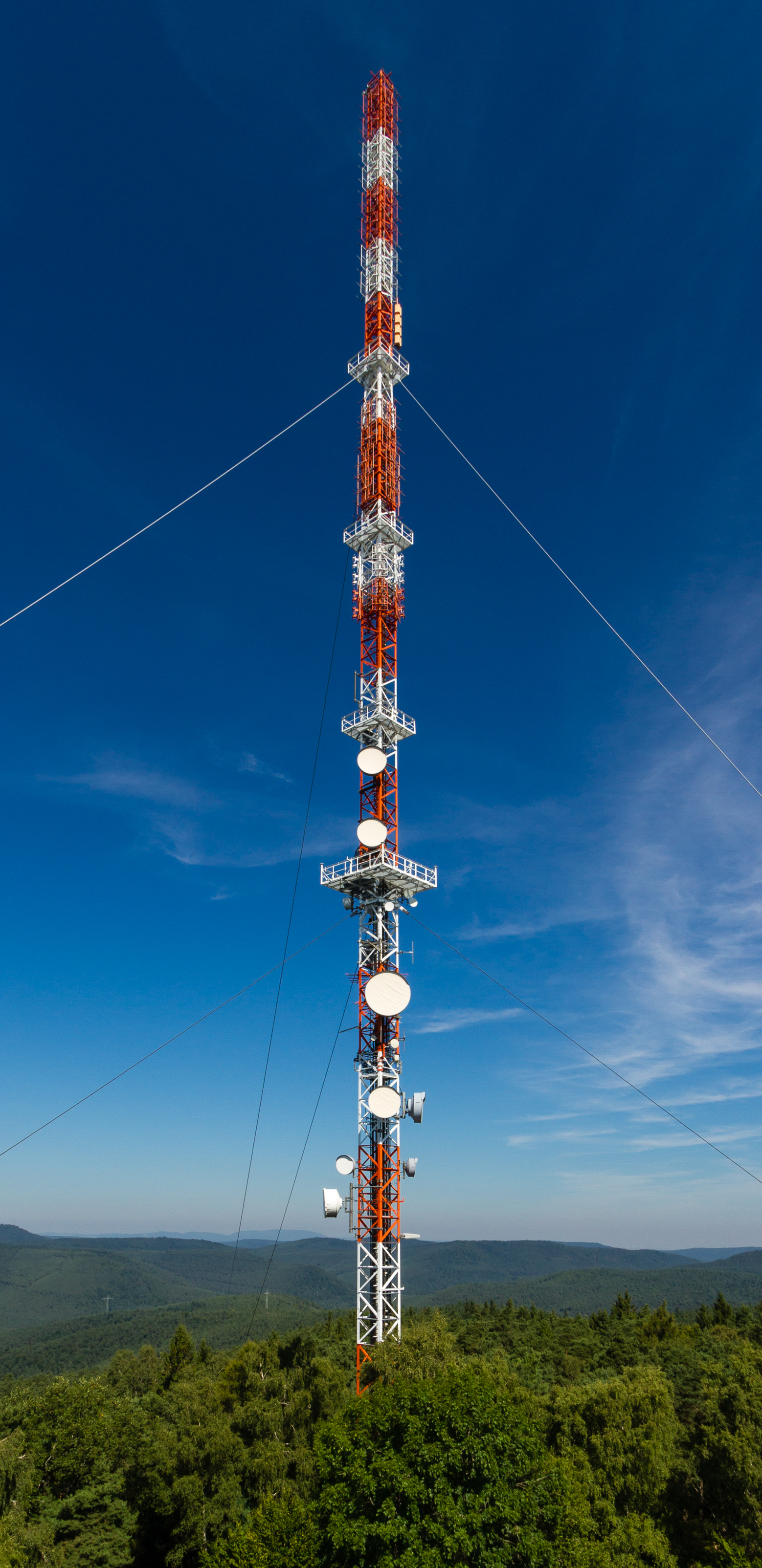
Gittermast des Weinbietsenders

Der Sender Weinbiet, örtlich meist Weinbietsender genannt, ist ein Hörfunk-Grundnetzsender des Südwestrundfunks (SWR) bei Neustadt an der Weinstraße (Rheinland-Pfalz). Antennenträger (Sendemast) der Sendeanlage ist ein 136 m hoher abgespannter Gittermast.
Der Sender dient als eine der Sendeanlagen von Rheinland-Pfalz der Verbreitung von öffentlich-rechtlichen und privaten Hörfunkprogrammen in analoger (FM auf Ultrakurzwelle/Band II) und/oder digitaler (DAB+ auf Band III) Technik. Die Ausstrahlung von Fernsehprogrammen im (alten) Digitalstandard DVB-T wurde Ende November 2018 eingestellt.
Mit dem Ende Mai 1953 in Betrieb genommenen Fernsehsender des damaligen Südwestfunks (SWF) gehört der Sender Weinbiet zu den ältesten Senderstandorten in der deutschen Fernseh-Nachkriegsgeschichte.

## Geographische Lage
Der Weinbietsender innerhalb der Waldgemarkung des Neustadter Ortsteils Gimmeldingen steht in 554 m ü. NHN auf dem Gipfelplateau des namensgebenden Weinbiets, das zur Haardt, dem Ostrand des Pfälzerwalds, gehört. In unmittelbarer Nähe befinden sich der gemauerte Weinbietturm und die Ausflugsgaststätte Weinbiethaus des Pfälzerwald-Vereins.

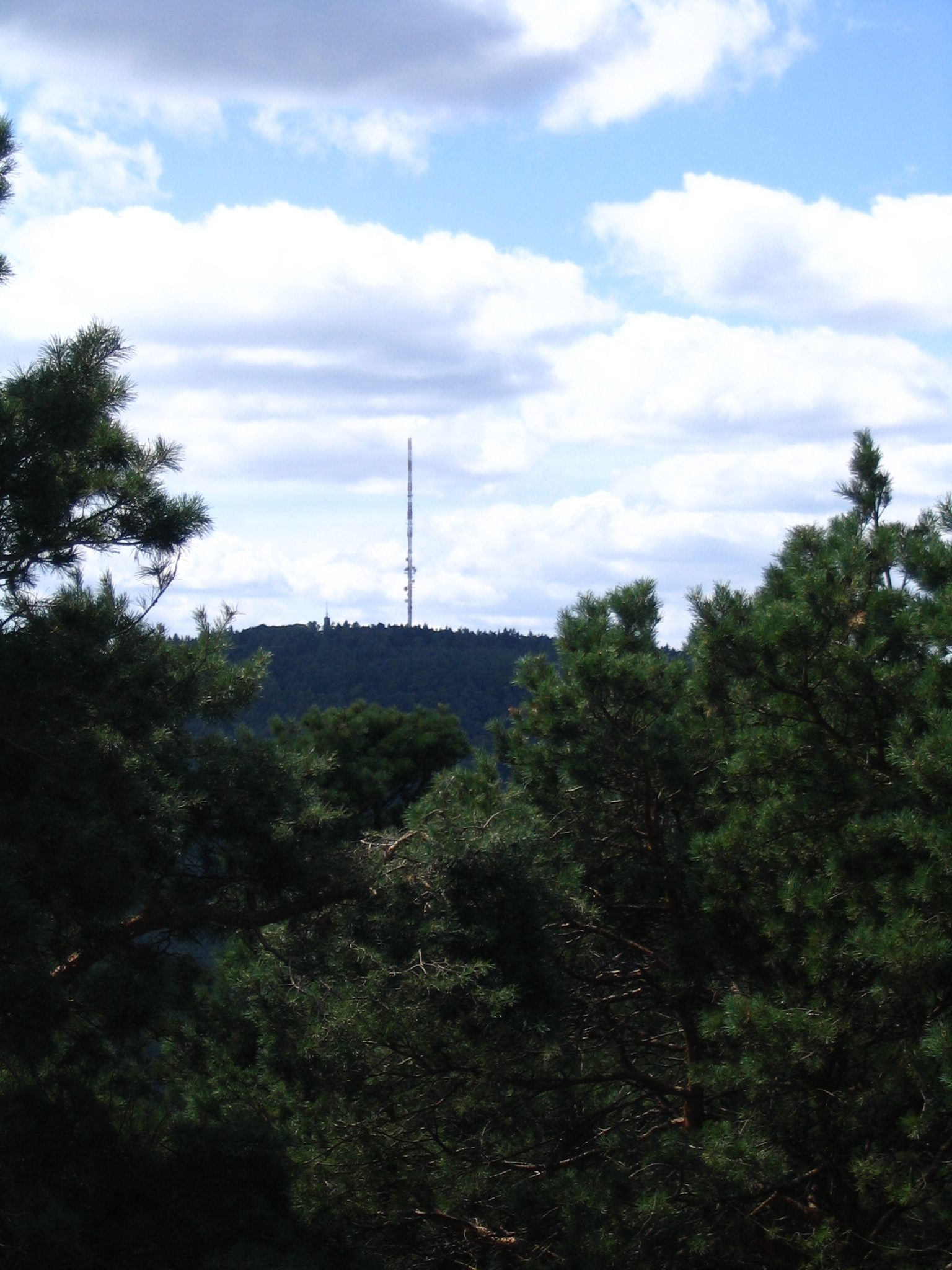
Weinbietsender vom Nebelberg aus
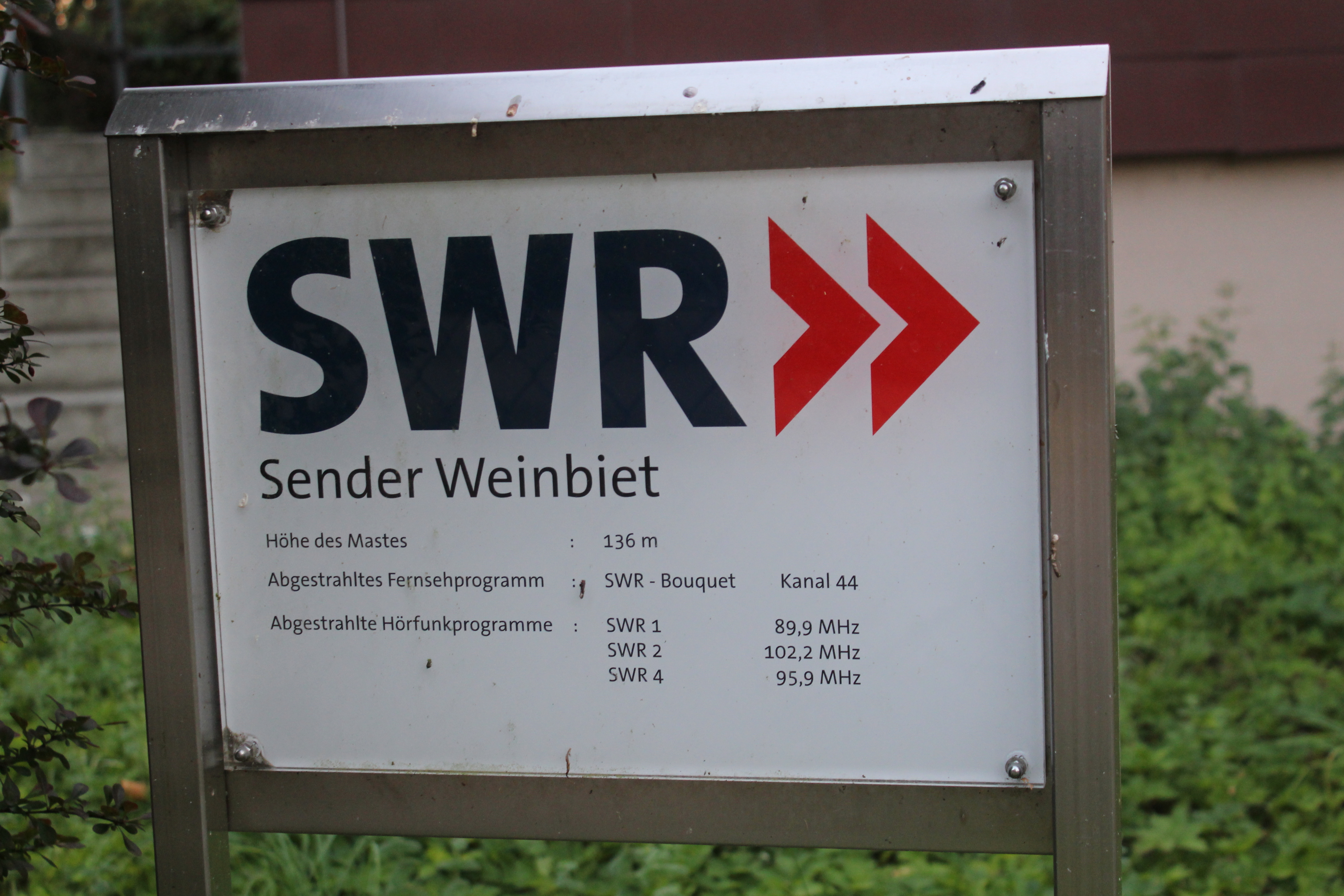
Informationstafel des SWR
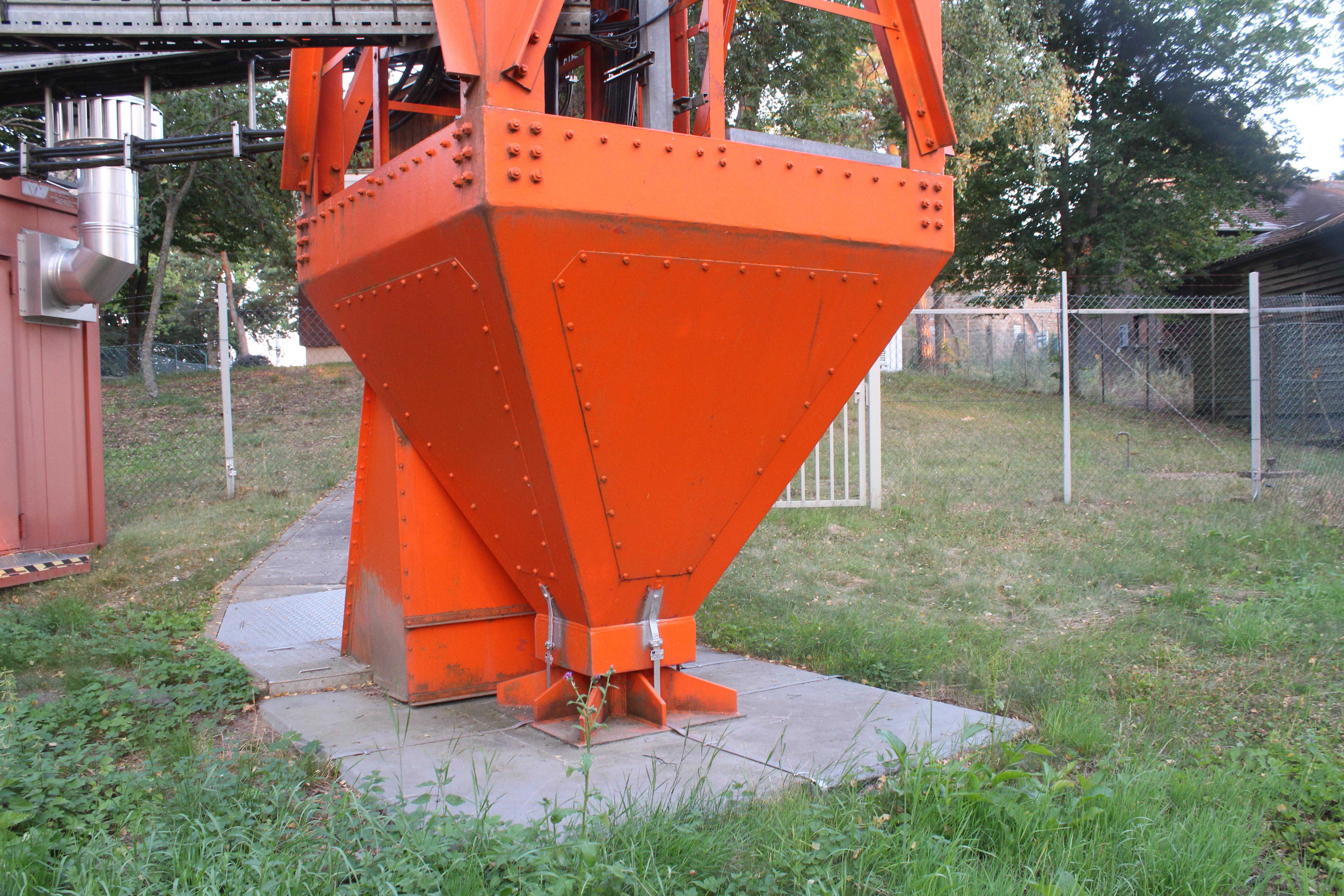
Fuß des Sendemastes
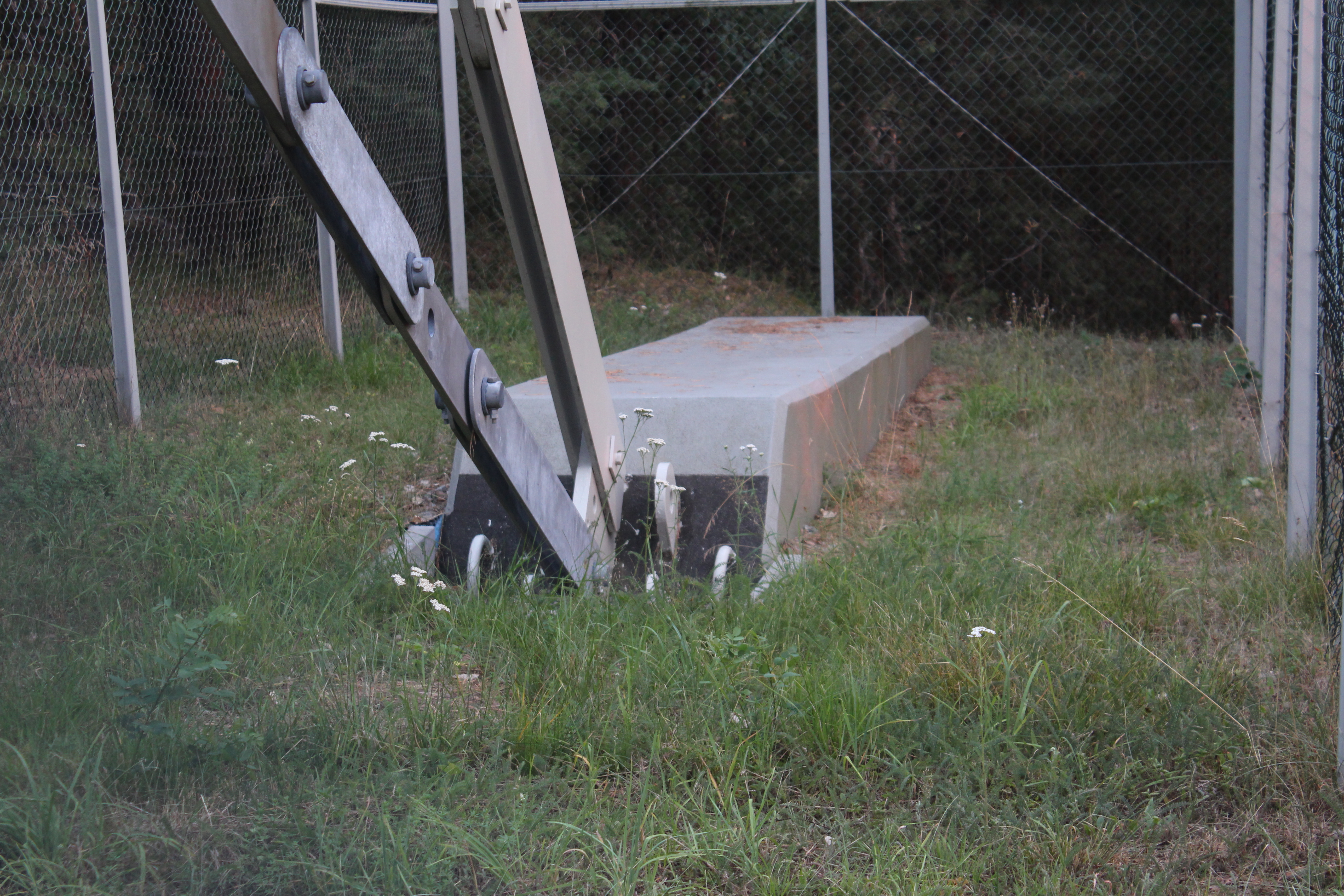
Eines der Pardunenfundamente
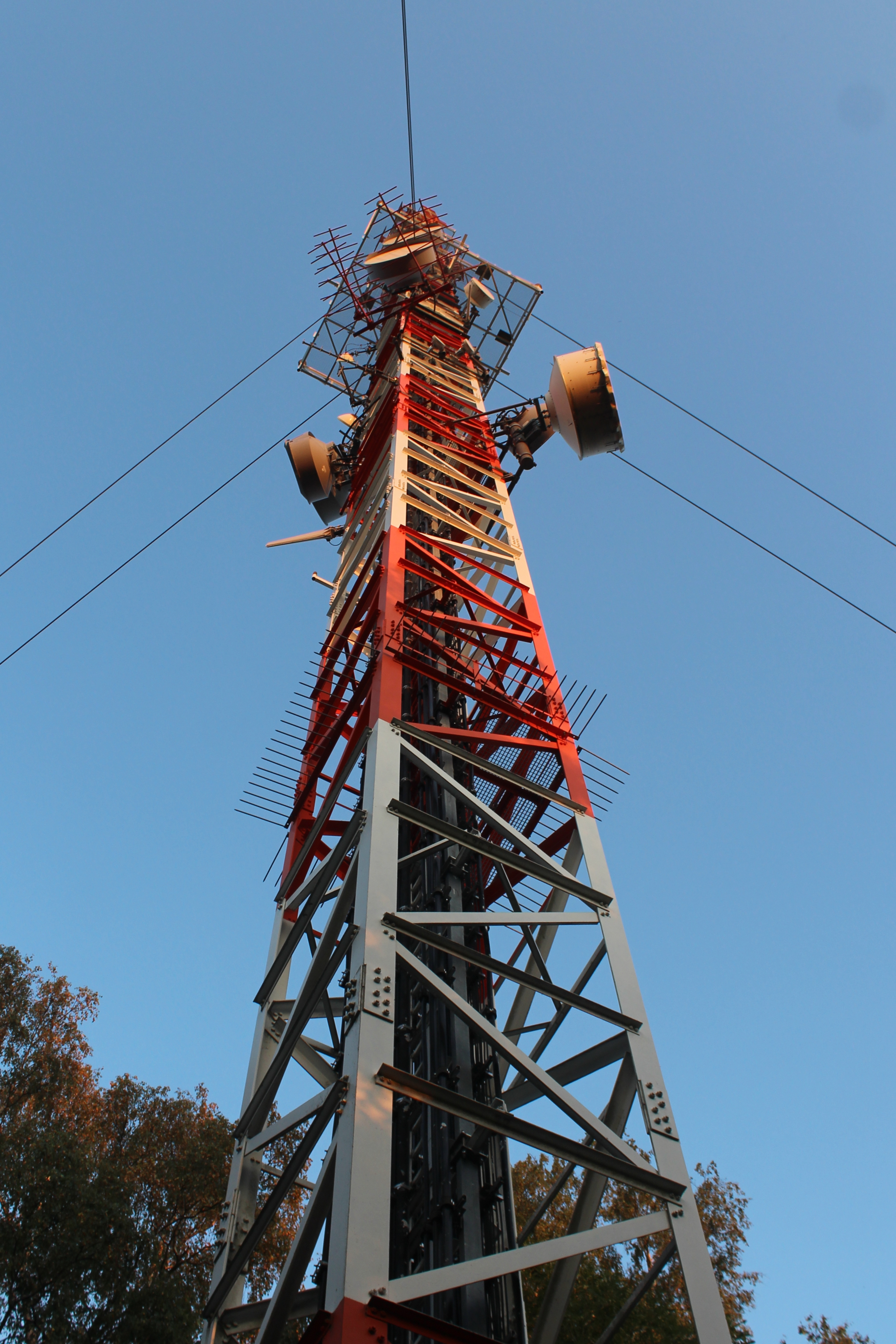
Sendemast von der Basis aus

## Geschichte
In den beiden Jahren vor der Eröffnung des Deutschen Fernsehens an Weihnachten 1952 musste die damalige Deutsche Bundespost zahlreiche Richtfunkstellen (Funkübertragungsstellen) für den Programmaustausch zwischen den Studios und die Modulationsleitungen zu den Sendern neu errichten. Dazu wurden auf ausgewählten Standorten die von Telefunken und Lorenz neu entwickelten FREDA-Richtfunkgeräte (Frequenzmodulierte Dezimeterwellen-Anlage) eingesetzt. Aufgrund seiner exponierten Lage war das Weinbiet Verbindungs- und Knotenpunkt zwischen den FREDA-Anlagen auf dem Großen Feldberg im Taunus und der Hornisgrinde im Nordschwarzwald bzw. dem Merkurturm bei Baden-Baden. Zusätzlich war es Standort je eines Senders für UKW-Hörfunk und das nach dem Zweiten Weltkrieg wieder im Aufbau begriffene neue Medium Fernsehen.
Rechtzeitig zur ersten internationalen Direktübertragung der Fernsehgeschichte, der Krönung von Elisabeth II. am 2. Juni 1953, wurde Ende Mai 1953 auf dem Weinbiet ein erster, auf Kanal 6 im VHF-Band III arbeitender, 10-kW-Fernsehsender in Betrieb genommen, der bis zur Inbetriebnahme des Stuttgarter Fernsehturms auch den Raum Stuttgart versorgte. Zusätzlich strahlte der Südwestfunk auf Ultrakurzwelle vom Weinbiet sein Hörfunkprogramm SWF1 aus.

## Aktuelle Programme und Frequenzen

### Analoger Hörfunk (UKW)
| Frequenz (MHz) | Programm             | RDS PS   | RDS PI | Regionalisierung   | ERP (kW) | Antennendiagramm rund (ND)/gerichtet (D) | Polarisation horizontal (H)/vertikal (V) |
| -------------- | -------------------- | -------- | ------ | ------------------ | -------- | ---------------------------------------- | ---------------------------------------- |
| 89,9           | SWR1 Rheinland-Pfalz | SWR1_RP_ | D3A1   | –                  | 25       | ND                                       | H                                        |
| 95,9           | SWR4 Rheinland-Pfalz | SWR4_LU_ | D8A4   | Radio Ludwigshafen | 25       | ND                                       | H                                        |
| 102,2          | DASDING              | DASDING_ | D3A5   | −                  | 25       | D (220–170°)                             | H                                        |

### Digitales Radio (DAB+)
Das Digitalradio (DAB+) wird in vertikaler Polarisation und im Gleichwellenbetrieb mit anderen Sendern ausgestrahlt.
| Block                             | Programme | ERP (kW)  | Gleichwellennetz (SFN) |
| --------------------------------- | --- | --------- | --- |
| 11A Rheinland- Pfalz 1 (D__00217) | DAB+-Multiplex der Digital Radio Südwest: - SWR1 RP (96 kbps) - SWR Kultur (96 kbps) - SWR3 (Rheinland-Pfalz) (96 kbps) - SWR4 KL (88 kbps) - SWR4 KO (88 kbps) - SWR4 LU (88 kbps) - SWR4 MZ (88 kbps) - SWR4 TR (88 kbps) - DASDING (96 kbps) - SWR Aktuell (72 kbps) - bigFM (72 kbps) - RPR1. (überregional) (72 kbps) - Rockland Radio (überregional) (72 kbps) - EPG (24 kbps) - TPEG (16 kbps) | 5 gepl. 8 | - Region Kaiserslautern: Bornberg, Kaiserslautern (Rotenberg), Kettrichhof, Zweibrücken - Region Koblenz: Ahrweiler (Schöneberg), Alf-Bullay, Altenahr (Oberes Ahrtal), Bad Marienberg, Betzdorf (Weißenstein), Diez, Koblenz (Dieblich-Waldesch), Linz am Rhein - Region Ludwigshafen: Weinbiet - Region Mainz: Bad Kreuznach (Bad Münster am Stein), Donnersberg, Mainz-Kastel, Oberdiebach (Lorch) - Region Trier: Bitburg, Bleialf, Daleiden, Haardtkopf, Idar-Oberstein, Kirn, Palzem, Schartenberg (Eifel), Niedersgegen, Saarburg, Traben-Trarbach, Trier (Markusberg) |

### Digitales Fernsehen (DVB-T)
Der Sender Weinbiet wurde am 17. Mai 2006 von analoger Ausstrahlung auf DVB-T umgestellt. Die DVB-T-Ausstrahlungen liefen im Gleichwellenbetrieb (Single Frequency Network) mit anderen Sendestandorten. Am 28. November 2018 wurde die DVB-T Ausstrahlung am Sender Weinbiet beendet.
| Kanal | Frequenz (MHz) | Multiplex                          | Programme im Multiplex | ERP (kW) | Antennendiagramm rund (ND)/ gerichtet (D) | Polarisation horizontal (H)/ vertikal (V) | Modulations- verfahren | FEC | Guard- intervall | Bitrate (MBit/s) | Gleichwellennetz (SFN)                                                                                              |
| ----- | -------------- | ---------------------------------- | --- | -------- | ----------------------------------------- | ----------------------------------------- | ---------------------- | --- | ---------------- | ---------------- | --- |
| E44   | 658            | ARD regional (SWR Rheinland-Pfalz) | - SWR Fernsehen Rheinland-Pfalz - Bayerisches Fernsehen (Schwaben/Altbayern) - hr-fernsehen - WDR Fernsehen (Studio Köln) | 20       | D                                         | H                                         | 16-QAM (8-k-Modus)     | 2/3 | 1/4              | 13,27            | Weinbiet, Donnersberg (Nordpfälzer Bergland), Göttelborner Höhe, Kettrichhof (Pirmasens), Kaiserslautern-Dansenberg |

## Frühere Programme und Frequenzen

### Analoger Hörfunk (UKW)
Bis in das Jahr 1998, als SWF und Süddeutscher Rundfunk (SDR) zum Südwestrundfunk (SWR) fusionierten, wurden auf UKW drei SWF-Hörfunkprogramme vom Sender Weinbiet ausgestrahlt:
| Frequenz (MHz) | Programm             | ERP (kW) | Antennendiagramm rund (ND)/gerichtet (D) | Polarisation horizontal (H)/vertikal (V) |
| -------------- | -------------------- | -------- | ---------------------------------------- | ---------------------------------------- |
| 89,9           | SWF3                 | 25       | ND                                       | H                                        |
| 95,9           | SWF1 Rheinland-Pfalz | 25       | ND                                       | H                                        |
| 102,2          | SWF4                 | 25       | D (220–170°)                             | H                                        |

### Analoges Fernsehen
Vom Sender Weinbiet war auf Kanal 6 analoges Fernsehen von Ende Mai 1953 bis zur Umstellung auf DVB-T im Jahr 2006 zu empfangen:
| Kanal | Frequenz (MHz) | Programm        | ERP (kW) | Sendediagramm rund (ND)/ gerichtet (D) | Polarisation horizontal (H)/ vertikal (V) |
| ----- | -------------- | --------------- | -------- | -------------------------------------- | ----------------------------------------- |
| 6     | 182,25         | Das Erste (SWR) | 30       | D                                      | H                                         |